# Haintchen
Haintchen ist ein Ortsteil der Gemeinde Selters (Taunus) im mittelhessischen Landkreis Limburg-Weilburg.

## Geographische Lage

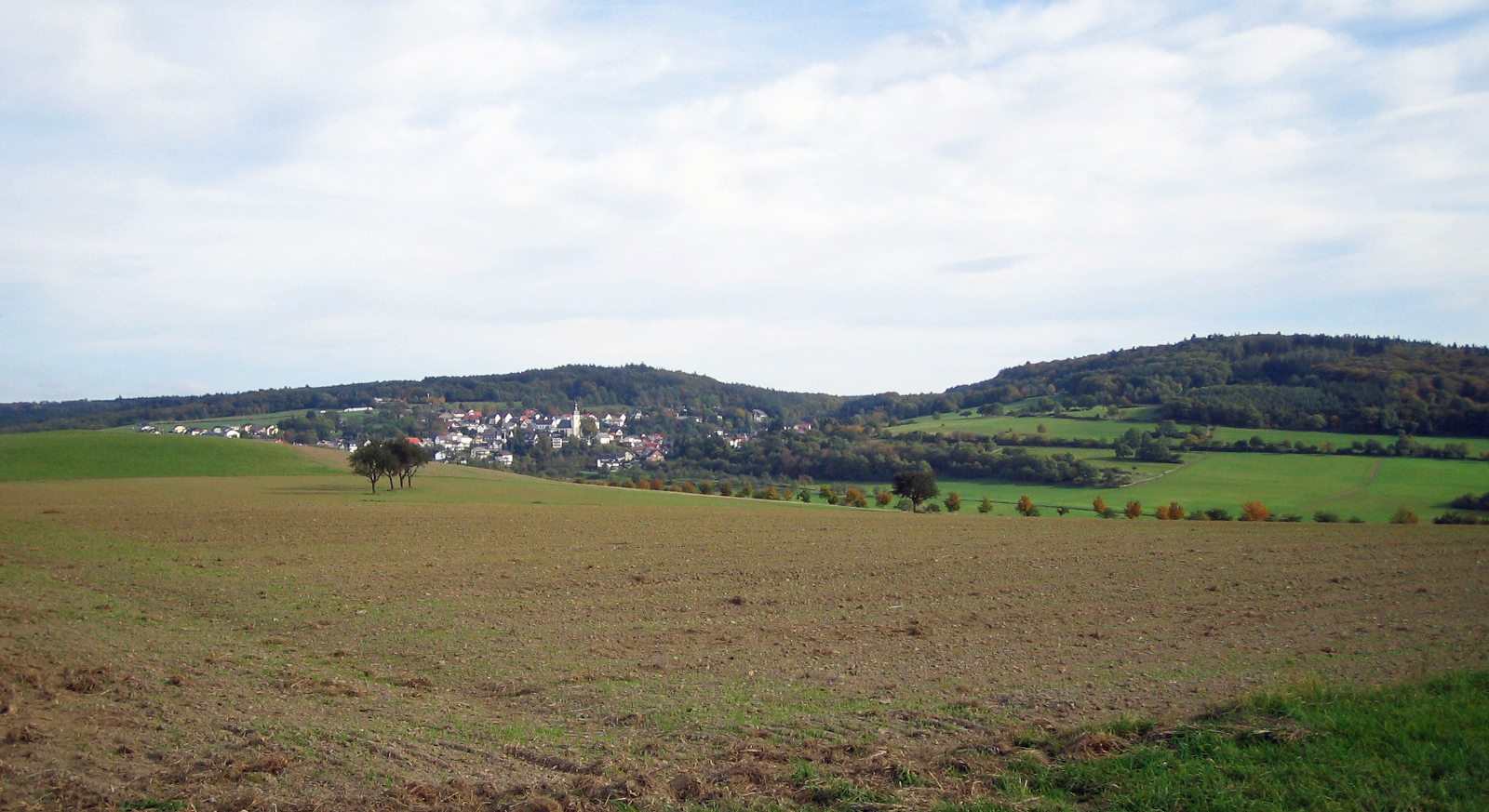
Taunuslandschaft in der Nähe von Haintchen

Haintchen liegt im östlichen Hintertaunus, auf einer Hochfläche, an der Wasserscheide zwischen den Tälern von Emsbach und Weil, an den nordwestlichen Ausläufern der Feldberg-Langhals-Pferdskopf-Scholle, nordwestlich des Großen Feldberg direkt an der Grenze zwischen dem Landkreis Limburg-Weilburg und dem Hochtaunuskreis im Naturpark Taunus.
Das Dorf erstreckt sich in einer nach Nordwesten öffnenden Talmulde des Eisenbachs, zwischen den Erhebungen des Koberg (461 m) im Süden und dem Blumenstück (445 m) im Südosten. Weitere Erhebungen sind der Hebenberg (440 m) im Südwesten, der Liewersberg (475 m) im Südosten und der südlich vom Koberg gelegene Suterkopf (462 m). Die Höhenlage der Gemarkung liegt im mittleren Bachtalverlauf des Eisenbachs im Westen auf rund 300 m und erreicht in den Erhebungen im Süden bis 500 m ü. NN. Die Gemarkungsfläche ist 12,02 Quadratkilometer groß, wovon 7,43 km² Waldfläche sind.
Von den höher gelegenen Stellen des Dorfes besteht bei klarer Wetterlage eine weite Fernsicht nach Westen über den Goldenen Grund zu den Ausläufern des Westlichen Hintertaunus. Nach Nordwesten über das Limburger Becken bis in den Westerwald. Nach Norden über die Ausläufer des Östlichen Hintertaunus und Weilburger Lahntalgebiet zum Westerwald und nach Nordosten in Richtung des Gladenbacher Berglands mit dem Basaltkegel des Dünsbergs. Dieser Fernblick erstreckt sich an kalten, klaren Wintertagen, wenn eine Inversionswetterlage besteht, teilweise bis 40 Kilometer Entfernung.
Nächste größere Städte in der Umgebung sind Bad Camberg (12 km südwestlich), Limburg a. d. Lahn (21 km nordwestlich) und Usingen (22 km östlich).
Die Gemarkung grenzt im Westen an Eisenbach und Münster. Im Norden und Nordosten schließen die Weilmünsterer Ortsteile Wolfenhausen, Laubuseschbach und Langenbach an. Im Osten und Südosten schließt sich der Hochtaunuskreis mit den Weilroder Ortsteilen Emmershausen und Hasselbach an.

## Geschichte

### Ersterwähnung
Die älteste bekannte urkundliche Erwähnung ist aus dem Jahr 1388 belegt. In der Erwähnung vom 25. Juli 1388 in einem von der Äbtissin Sophie von Lindau angelegten Fortsetzung des Zinsbuches des Zisterzienserinnenklosters Gnadenthal heißt es: „Item gebin wir alle jar der kyerchin zu dem Hayne 1/2 punt waisis un(d) 6 junge h. zu oistirn auch von Husin, unsim hoibe.“ (Somit geben wir alle Jahre der Kirche zu Haintchen ein halbes Pfund Wachs und sechs junge Heller zu Ostern auch von Hausen, unserem Hof.).
Bereits im Jahr 1388 bestand im Ort ein Vorgängerbau der heutigen Kirche, wegen der Lage an der alten Hessenstraße vermutlich ebenfalls dem Heiligen Nikolaus als Schutzpatron der Reisenden geweiht. Dazu kam ein umfangreicher Pfarrhof mit dem alten Pfarrhaus und der Scheune.
Landes- und Lehnsherren waren Diez, später Nassau und Kurtrier, der Amtssitz war das nahe Camberg. Der Ort ist vermutlich bereits im 11. oder 12. Jahrhundert als Rodungssiedlung entstanden. Der Name Haintchen lässt sich von dem alten Wort „Hain“, gerodeter oder lichter und gehegter Wald, ableiten. Auch die Lage an der alten West-/Ost-Fernstraße, die man erst in neuerer Zeit Hessenstraße nannte, spricht dafür, dass das Dorf schon einige Jahrhunderte bestand, als es mit seiner Kirche zum ersten Mal im Gnadenthaler Zinsbuch von 1388 genannt wurde. Ein bedeutendes Gut nahe dem Dorf war der Hof zu Hausen, der ebenfalls in dem Dokument aus dem Jahr 1388 erwähnt wird und noch heute besteht, allerdings inzwischen in der Gemarkung des Nachbarorts Eisenbach.
Frühe Schreibweisen: Hayne, Haynchen, Hayngen, Haingen, Haintgen.

### Gang durch die Jahrhunderte

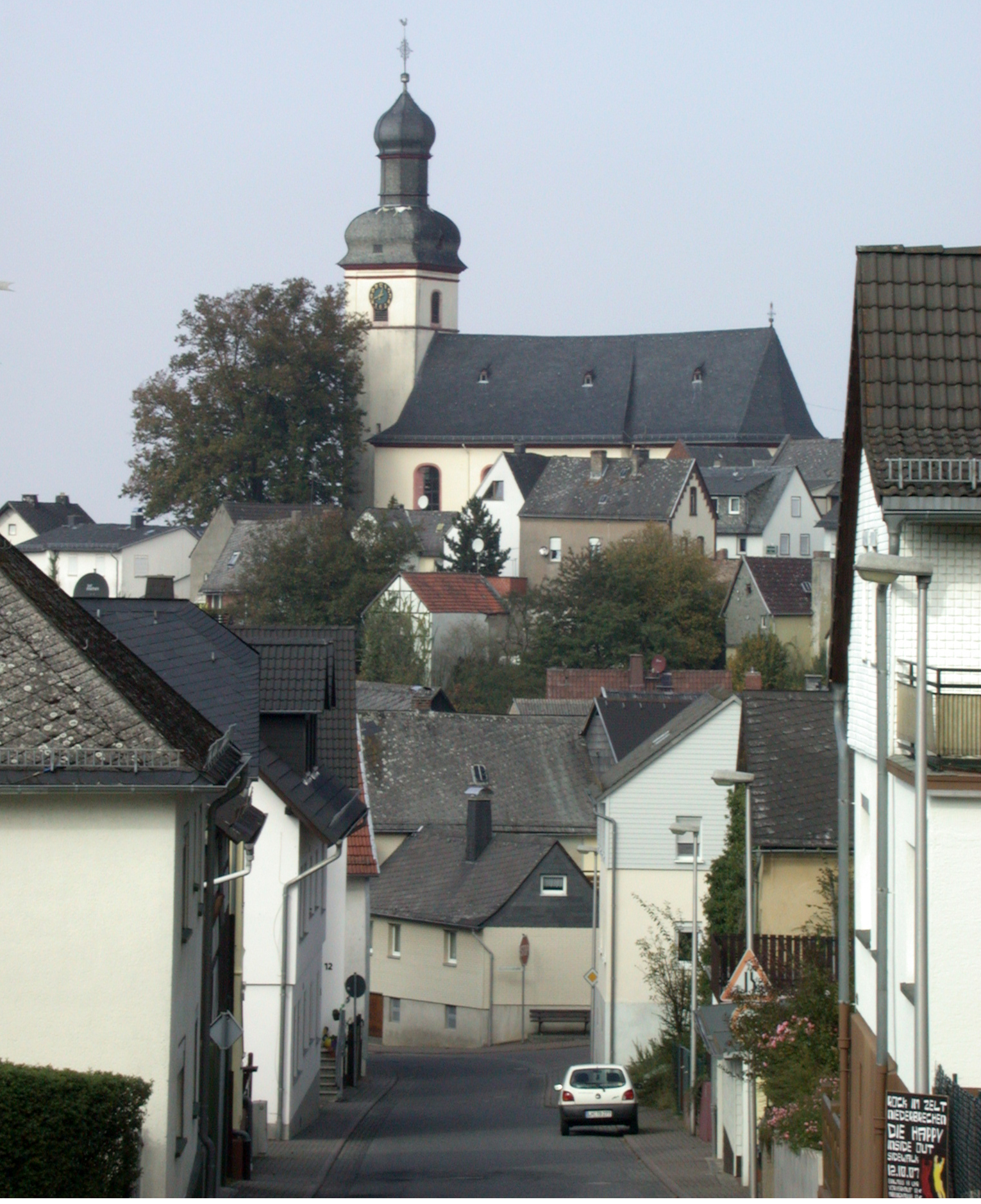
Ortsansicht mit Pfarrkirche St. Nikolaus

Die geschützte Tallage und die günstige Lage auf halber Höhe des Geländes ansteigend, mit einer weiten Fernsicht in das Umland, waren vermutlich ausschlaggebend für eine damalige Ortsgründung. Auch die Handelsstraße, die alte Hessenstraße, die durch das Dorf führt und die unmittelbar an Haintchen vorbeiführende Rennstraße, waren für das Dorf in jener Zeit wichtige Transport- und Umschlagwege.

#### Spätmittelalter
In dieser Zeit war das Gericht Haintchen wohl schon dem Amt Camberg zugeordnet, dessen Anfänge als Verwaltungsbezirk um Burg und Stadt Camberg in jener Zeit zurückreichen. Seitdem blieb Haintchen unter den Erben und Pfandherren dieses Teils der Grafschaft Diez und Camberg verbunden. Die Herren von Eppstein erhielten im Jahr 1428 ein weiteres Viertel, das jedoch schon 1453 durch Kauf an die Grafen von Katzenelnbogen und 1479 als Erbe an die Landgrafen von Hessen kam. Zeitweise hatte Nassau-Dillenburg ein weiteres Achtel 1454 bis 1481 an Katzenelnbogen und später an Hessen verpfändet.

#### Frühe Neuzeit
Im Jahr 1508 kam die Eppsteiner Hälfte an die Grafen von Königstein-Eppstein. Als diese 1535 ausstarben, nahm Kurtrier als Lehnsherr diese Hälfte gewaltsam in Besitz. Er war ein hoher Preis für die Familien der Erben, die gutgläubig der Übertragung der Lehnshoheit vom Reich an Kurtrier zugestimmt hatten. Im Frankfurter Vertrag, der den Streit um das Katzenelnbogener Erbe beendet, gab Hessen 1557 sein Viertel an Nassau-Dillenburg. Seitdem waren Kurtrier und Nassau-Dillenburg je zur Hälfte Herren dieser Gemeinschaft des Amts Camberg. Mehr als 200 Jahre änderten sich die Eigentumsverhältnisse für Haintchen nicht.
An der nassauischen Hälfte war 1607 bis 1628 Nassau-Hadamar zur Hälfte neben Nassau-Diez beteiligt. Danach war diese Hälfte der Gemeinschaft ein Teil der Grafschaft, seit 1655 des Fürstentums Nassau-Diez.
Vor dem Dreißigjährigen Krieg waren in Haintchen 40 Haushaltungen, also ungefähr 240 Einwohner. Die alten, verbürgten Nachrichten aus dem Wiesbadener Archiv lassen erkennen, wie furchtbar dieser Krieg gehaust hat. Im Jahr 1620 kam das spanisch-wallonische Heer unter Graf Spinola durch Haintchen und verbreitete Angst und Schrecken. 1622 wurden in Camberg 34 Mann aus Haintchen gemustert und auch eingezogen. Auch Marschall Tilly lagerte in dieser Gegend. Es ist bekannt, welche Unmengen an Geld, Lebensmittel und Futter für die Pferde abgegeben werden mussten. 1626 kam Wallenstein in diese Gegend und brachte als Geschenk des Krieges die Pest mit. Missernten und Krankheiten ließen die Bevölkerung nicht zur Ruhe kommen, und als endlich 1648 der Friede geschlossen wurde, lebten noch 16 Einwohner in Haintchen.
Die Dörfer Frohndorf, Steinbrechen, Wilhelmshain, Bruchhausen, Obernhain und Nahausen lagen in der Nähe des Ortes, überstanden aber den Dreißigjährigen Krieg nicht und waren vom Erdboden verschwunden. Jahrzehntelang musste der Pfarrer von Eisenbach auch Niederselters, Hasselbach und Haintchen pastorieren. „Er kam, die Kranken zu versehen und die Mühseligen zu trösten.“ Erst 1650 bekam Haintchen mit Hasselbach einen gemeinsamen Pfarrer.
Auf dem Kirchberg stand eine kleinere Kirche, vermutlich um die Mitte des 17. Jahrhunderts erbaut. Davor stand hier eine Kapelle, die sogenannte Alte Kapelle, mit der Burg Hohenfeld (auch als Schloss Hohenfeld genannt). Im Dreißigjährigen Krieg hatte sie wie auch die Dörfer Obernhain und Steinbrechen schwer gelitten und ging bei Friedensschluss ein. Von der Burghöhle im westlichen Eisenbachtal soll es einen unterirdischen Stollen zur Verbindung bis zur Burg Hohenfeld auf dem Kirchberg gegeben haben.
Für ihren Bestand sprechen die Eintragungen im Stockbuch von Haintchen. In alten Kaufakten ist dort am Kirchberg ein Grundstück als Hohenfeldches Grundstück verzeichnet. Die Wiesenflächen südlich des Kirchbergs und der Straße sind als von Hohenfeldche Wiesen bezeichnet. Um das Jahr 1900 wurde von den Schulkindern bei einem Reigen ein Liedchen gesungen, das sich aus der Hohenfeldchenzeit erhalten hatte und auf die Gräfin gleichen Namens hinweist. Die Familie des „Statthalters des Nassauischen Landes“, Achatius von Hohenfeld war zu jener Zeit im Besitz des Gutshofs „Hof zu Hausen“. Diese Adelsfamilie stammte vom Schloss Aistersheim aus Oberösterreich und residierte im nahe gelegenen Camberg. Auf einer Karte aus dem Jahr 1711, dem Dorfe nahegelegenen Walddistrikt: Laubus, ist dort eine Kapelle zu Hohenfeld eingezeichnet.
Die ersten Anordnungen der Verhütung eines Brandes im Zusammenhang mit häuslichen Feuerstätten in Textform im Kurfürstentum Trier vom 9. Mai 1721 führten auch in Haintchen zu erheblichen Verbesserungen der Bauweise der Gebäude.
Haintchen gehörte seit 1743 mit seiner nassauischen Hälfte zum Fürstentum Oranien-Nassau. Im 18. Jahrhundert entstand eine Pferdewechselstation im Gasthaus „Zum Hirsch“ an der Hessenstraße. Die Route wurde für den Transport des kohlensauren Selterswassers aus dem Nachbarort Niederselters und für die Abfuhr der Eisen- und Silbererze aus den bei Haintchen gelegenen Gruben genutzt. 1749 bis 1750 wurde eine neue katholische Kirche im Barockstil erbaut und im Jahr 1751 vom Trierer Kurfürsten Franz Georg von Schönborn eingeweiht.

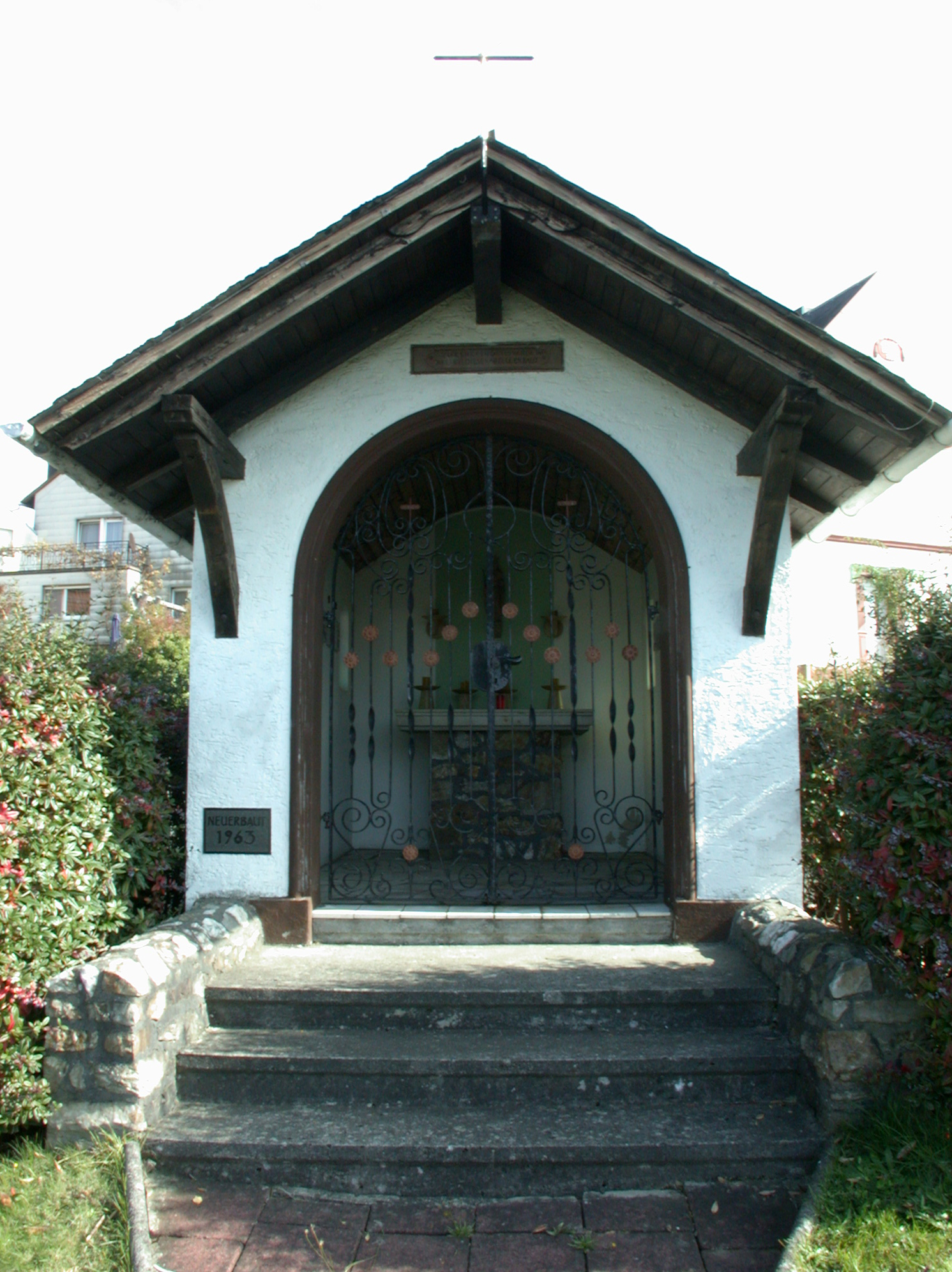
Christkönigskapelle auf der Kerbes (in der Hessenstraße), neu aufgebaut im Jahr 1963, Ersterwähnung im Jahr 1821

Innerhalb des alten Amtes Camberg war Haintchen nach Camberg, Erbach und Würges der viertgrößte Ort. 1790 zählte es 312 Einwohner. In Haintchen lebten fünf herrschaftliche Freileute und 269 steuerpflichtige Untertanen und 38 Beisassen, Einwohner ohne volles Bürgerrecht und ohne eigenen Grundbesitz. Das alte Rathaus in Haintchen beherbergte nicht nur die Gemeindeverwaltung, sondern auch die Gemeindebäckerei.
Die zwei gleichberechtigten Landesherren Kurtrier und Nassau-Dillenburg waren Ende des 18. Jahrhunderts der Kurfürst und Erzbischof von Trier, Clemens Wenzeslaus von Sachsen, sowie der Fürst des Hauses Nassau-Oranien, Wilhelm V. In der Französischen Revolution, am 9. November 1792 rückten die von Königstein und Usingen kommenden französischen Truppen im Amt Camberg ein und besetzten auch kurzzeitig Haintchen, dessen nassau-oranischer Schultheiß und der Gemeinderat insgesamt 517 Gulden an Verpflegungs- und Einquartierungskosten zahlen mussten (Durch die Plünderungen verarmten die Ämter). Erst 1831 konnte der Schultheiß dem Gemeinderat mitteilen, Haintchen sei schuldenfrei.

#### 19. Jahrhundert
Am 31. Mai 1802 wurde der berühmte Räuber Johannes Bückler, auch Schinderhannes genannt, an der Grenze zwischen Haintchen und Wolfenhausen festgenommen. Die Festnahme war in der damals genannten Gemarkung: Almenseifen, heute heißt diese Hinterm Ziegengraben. Dort war die alte Grenze des ehemaligen Gemeinschaftlichen Amtes Camberg zu der Hoheit von Wied-Runkel.
Vor 1806 zerfiel der Ort in zwei Teile: Das Oberdorf und das Unterdorf. Haintchen gehörte früher politisch zum Kurfürstentum Trier, zum Teil zu Nassau-Oranien. Im Jahr 1816 kam das Dorf zum Amt Usingen.
Im Jahr 1839 wurde der erste Friedhof außerhalb des bestehenden Kirchhofs an der St. Nikolauskirche nordöstlich außerhalb des Dorfes angelegt, wo er sich heute noch befindet. Der Friedhof umfasste anfangs 3000 Quadratmeter Fläche. Anfang Juli 1843 wurde der Grundstein für den Schulneubau gelegt. Ein Jahr später, Ende Oktober 1844, wurde das Schulhaus öffentlich und feierlich eingeweiht.
Im Spätsommer des Jahres 1857 konnte eine weitere bedeutende Baumaßnahme begonnen werden: der Bau einer Brunnenleitung. Im März des darauffolgenden Jahres floss dann erstmals Wasser von der gefassten Quelle in den Dorfbrunnen. Um den oberen Teil des Dorfes besser versorgen zu können, wurde im selben Jahr im Walddistrikt Laubus Land erworben, um eine weitere Quelle zu erschließen.
Ruhrepidemie 1872
Am Ende des Deutsch-Französischen Krieges 1870/71 kam ein Soldat, der an Ruhr – nach heutigen Erkenntnissen eine hochansteckende Magen-Darm-Entzündung – erkrankt war, wieder zurück in die Heimat. Im Jahr 1872 gab es einen ganz trockenen Sommer und Herbst. Die ansteckende Krankheit verbreitete sich sehr schnell, und es starben täglich Einwohner. Im September waren mehr als 50 Haintchener an der Ruhr erkrankt, 17 Infizierte starben. Auffallend war, dass gerade im oberen Teil des Dorfes die meisten Erkrankten gezählt wurden und dass die Mehrzahl der Betroffenen Frauen waren. Die Einwohner wussten keinen Rat mehr und sagten: Nur Gott allein kann helfen. Sie beschlossen, ein Gelübde abzulegen, mit einer neuntägigen Andacht zum heiligen Sebastian und einer Prozession mit dem Allerheiligsten. Als erstmals am Sonntag nach Michael (29. September), die Prozession sich aufstellte und man aus der Kirche ging, wurde es auf einmal ganz dunkel. Während sich die Prozession durch die Gartenstraße bewegte, fing es an zu regnen. Als man ins Unterdorf kam, regnete es immer stärker; niemand öffnete den Schirm und kein Mann setzte seinen Hut auf. Die Leute wurden nass bis auf die Haut. Der Pfarrer ging mit zwei Messdienern mit dem Allerheiligsten in jeden Hof, wo sich ein Ruhrkranker befand, und erteilte nochmals den Segen. Als man zurück in die Kirche kam, segnete der Pfarrer alle Teilnehmer der Prozession. Es regnete den ganzen Tag weiter. Als am nächsten Morgen zu Tage geläutet wurde, öffneten alle die Fenster; doch es wurde keine Totenglocke mehr geläutet. Es erkrankte noch hier und da ein Einwohner aus Haintchen, aber gestorben ist keiner mehr. Nach drei Wochen, in denen sich vier Ärzte und der Pfarrer unermüdlich einsetzten, war die Krankheit endlich besiegt. Die Ärzte hatten auch als Gegenmittel Schnaps und Rotwein verordnet, was scheinbar auch geholfen hat.
Mit Erstaunen über die Wandlungsfähigkeit der Haintchener Bürger, schrieb der damalige Lehrer Pehl folgendes: „Im allgemeinen hätte man denken können, das bedrückende, beängstigende Gefühl würde noch einigen Nachhall im Tun und Lassen der Bewohner gefunden haben; allein nach ca. 3 Wochen wurde das Kirchweihfest gefeiert, und siehe! – es verlief in jovialsten Weise.“
Noch heute wird am Sonntag nach dem Fest des heiligen Michael das Gelübde in Haintchen in Form der „Ruhrprozession“ gehalten.

#### 20. Jahrhundert

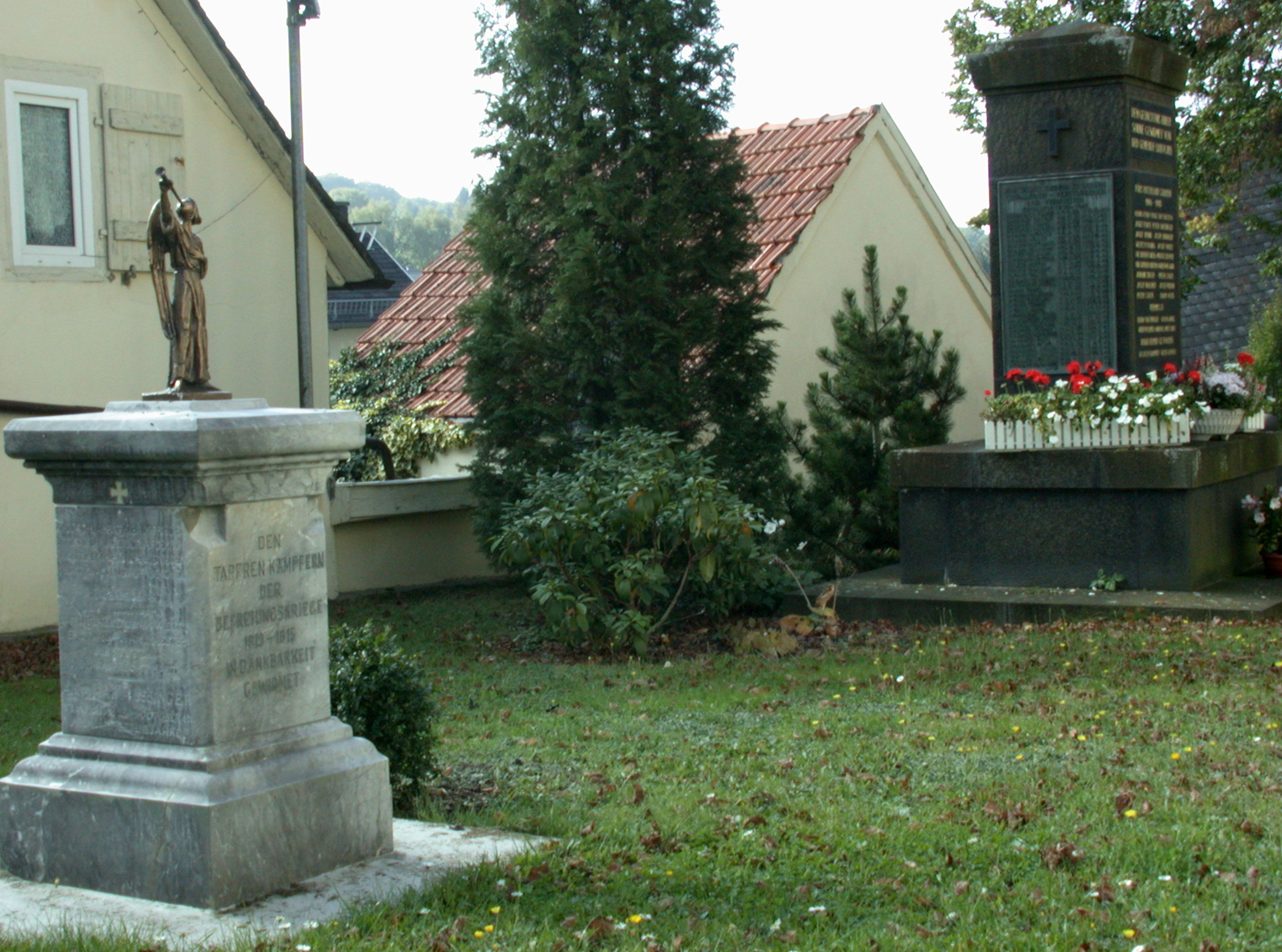
Krieger-Gedenksteine an der Kirche St. Nikolaus: für die Befreiungskriege 1813/15 (vorne) und für die beiden Weltkriege (hinten)

Im Frühjahr 1906 wurde der 1839 angelegte Friedhof um eine neue Anlage erweitert. Im Sommer des gleichen Jahres erteilte die Bezirksregierung in Wiesbaden die Genehmigung für den Bau einer Hochdruckwasserleitung, nachdem Einwohner seit Jahren über einen Wassernotstand geklagt hatte. Die Quelle wurde in Richtung Obernhain des Quellgebietes des Eisenbachs angelegt. Am 1. Oktober 1908 wurde die Wasserleitung übergeben und das ganze Dorf war mit sehr gutem Wasser versehen.
Im Ersten Weltkrieg waren 20 gefallene und vier vermisste Personen zu beklagen. Für die zwei kleinen 1917 requirierten Glocken, beschaffte man 1926 zwei neue.
Im Jahr 1921 schaffte man die Voraussetzungen für die Zufuhr von elektrischem Strom. Ein Transformatorenhaus, „Lichthäuschen“ genannt, wurde an der oberen Hessenstraße gebaut. Am Freitag vor Pfingsten 1922 war Haintchen erstmals mit Strom versorgt.
Am Freitag vor Pfingsten 1922 war der gesamte Ort erstmals mit Strom versorgt. In den 1920er Jahren liefen die Planungen für ein Kriegerdenkmal. Dieses wurde im 1929 auf dem bestehenden Denkmalplatz an der St.-Nikolaus-Pfarrkirche erbaut.
Im Jahr 1932 wurde Haintchen aus dem Kreis Usingen ausgegliedert und kam mit Hasselbach zum Kreis Limburg.
Ende März 1945 war das Kriegsende des Zweiten Weltkriegs für Haintchen nahe. Eine Gruppe von SS-Leuten war noch im Dorf mit der Absicht, Widerstand zu leisten. Am Mittwoch in der Karwoche fuhren bereits amerikanische Panzer durch Wolfenhausen. Am Gründonnerstag verminten die SS-Leute die Kreuzung und zogen dann in Richtung Hasselbach. In der Nacht brachten einige beherzte Männer eine Warnsperre vor der verminten Kreuzung an. Vielleicht wurde Haintchen deshalb vor der Zerstörung bewahrt, denn am Karfreitag morgen, dem 30. März 1945, standen 12 schwere Panzer auf dem Feld der Wachhecke, die Kanonen auf das Dorf gerichtet. Die amerikanischen Soldaten räumten die Minen an der Kreuzung und für Haintchen war der Krieg beendet. Aus Dankbarkeit wurde später die Mariengrotte errichtet. Es waren 29 Gefallene und 11 Vermisste Personen zu beklagen.
Über das Osterwochenende lag ein starkes Truppenkontingent im Dorf. Dies deshalb, weil die SS-Gruppe an der Gemarkungsgrenze nach Hasselbach, 12 Amerikaner mit Maschinengewehren erschossen hatte.
Im Laufe des Jahres 1946 wurden über 200 Heimatvertriebene nach Haintchen zugewiesen, nahezu alle aus dem Sudetenland. Dadurch stieg die Einwohnerzahl in dem kleinen Dorf immens an. In den beiden Gasthaussälen, „Zum Hirsch“ und „Zum Taunus“ wurden die ankommenden Personen erst einmal in Massenquartieren untergebracht.

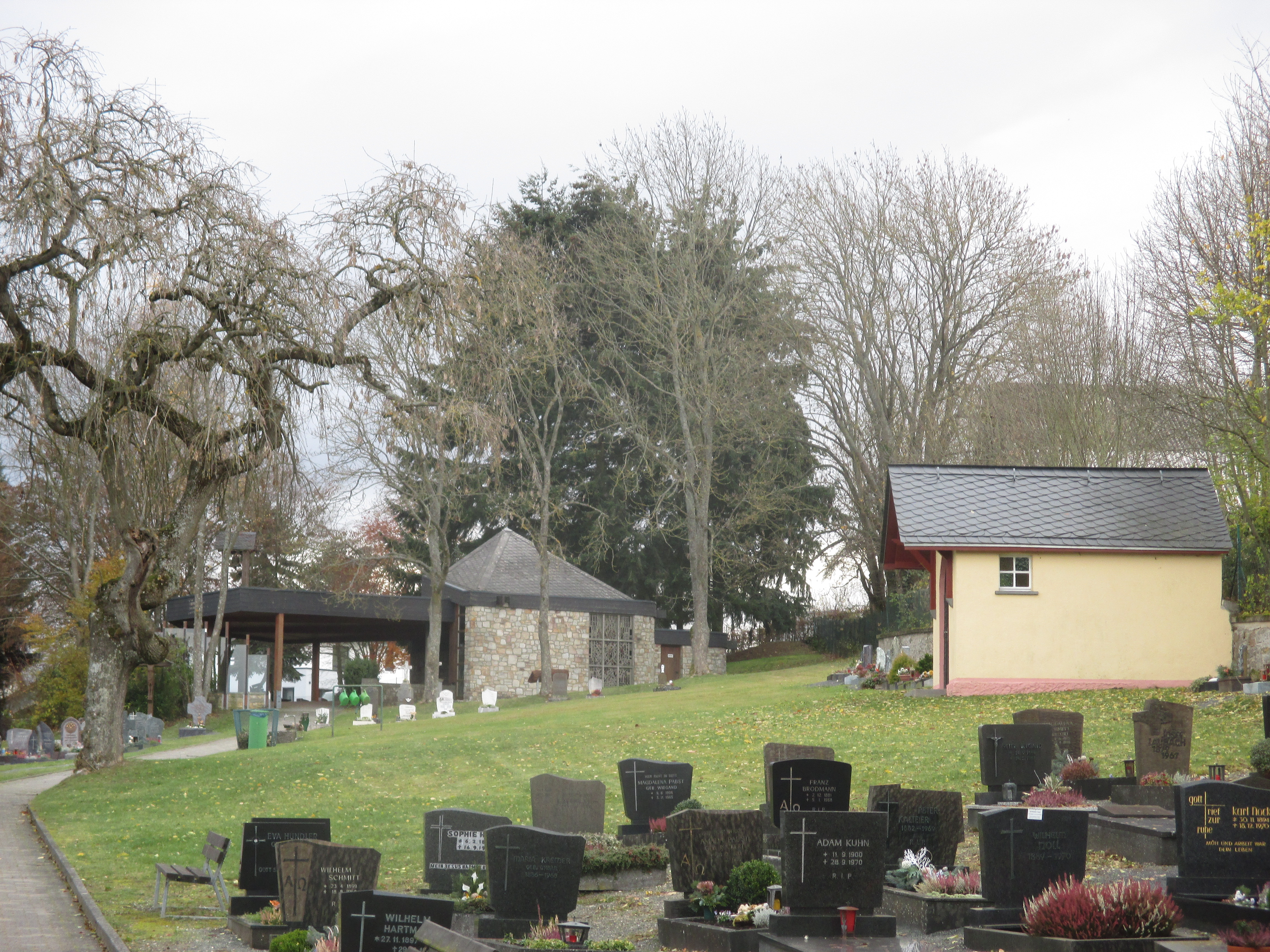
Friedhof in Haintchen mit alter (vorne) und neuer Trauerhalle (hinten)

1950 konnten die zwei großen Glocken, die 1942 requiriert worden waren, neu beschafft werden.
1961 wurde im Steinbruch östlich der Ortschaft ein 100 Meter tiefer Bohrbrunnen niedergebracht. Er ergab aber leider nicht den gewünschten Erfolg und somit musste im Jahr 1973 ein zweiter Brunnen am „Kölbenköpfel“ im oberen Eisenbachtal gebaut werden.
Im Jahr 1973/1974 wurde die Friedhofsanlage erneut erweitert und eine neue Friedhofshalle gebaut, die am 21. Mai 1974 eingeweiht wurde.

### Seit der Gebietsreform
Zum 1. Juli 1974 wurde im Zuge der Gebietsreform in Hessen die Gemeinde Haintchen mit Niederselters, Eisenbach und Münster zu einer neuen Gemeinde mit dem Namen „Selters (Taunus)“ im neuen Landkreis Limburg-Weilburg kraft Landesgesetz zusammengeschlossen.
Für alle nach Selters eingegliederten Gemeinden wurde ein Ortsbezirk mit Ortsbeirat und Ortsvorsteher nach der Hessischen Gemeindeordnung gebildet.
Im Jahr 1980 wurde Haintchen das Prädikat staatlich anerkannter Erholungsort verliehen und damit als Ausflugsziel dokumentiert. Die Erkennungszeichen stehen an den Ortseingängen, es sind aus Holz geschnitzte Schilder.
1988 feiert man Mitte Juni (über das Wochenende des 17. Juni), die erste urkundliche Erwähnung der 600-jährigen Geschichte von Haintchen.

### Altstraßen und alte Fußwege
Die alte Hessenstraße war für das Dorf in jener Zeit ein wichtiger Transportweg. Die Landstraße L3449 von Niederselters kommend, hat den gleichen Verlauf wie die alte Hessenstraße. Die Rennstraße, die vom südöstlich gelegenen Hasselbach kommend, in unmittelbarer Nähe an Haintchen vorbei verläuft, verband das Rhein-Main-Gebiet mit dem Hintertaunus und führte bis nach Weilmünster. Der Verlauf dieser Altstraße ist wohl auf die fränkische Zeit zu datieren.

### Verwaltungsgeschichte im Überblick
Die folgende Liste zeigt die Staaten und Verwaltungseinheiten, denen Haintchen angehört(e):
- vor 1803: Heiliges Römisches Reich, (1/2) Kurfürstentum Trier, Unteres Erzstift und (1/2) Fürstentum Nassau-Diez, Amt Camberg
- ab 1803: Heiliges Römisches Reich, Fürstentum Nassau-Weilburg,[Anm. 2] Amt Camberg
- ab 1806: Gemeinschaftsbesitz der Fürstentümer Nassau-Usingen und Nassau-Oranien
- ab 1816: Herzogtum Nassau,[Anm. 3] Amt Usingen
- ab 1849: Herzogtum Nassau, Kreisamt Idstein
- ab 1854: Herzogtum Nassau, Amt Usingen
- ab 1867: Königreich Preußen, Provinz Hessen-Nassau, Regierungsbezirk Wiesbaden, Untertaunuskreis
- ab 1871: Deutsches Reich, Königreich Preußen, Provinz Hessen-Nassau, Regierungsbezirk Wiesbaden, Untertaunuskreis
- ab 1886: Deutsches Reich, Königreich Preußen, Provinz Hessen-Nassau, Regierungsbezirk Wiesbaden, Kreis Usingen
- ab 1918: Deutsches Reich, Freistaat Preußen, Provinz Hessen-Nassau, Regierungsbezirk Wiesbaden, Kreis Usingen
- ab 1932: Deutsches Reich, Volksstaat Hessen, Kreis Limburg
- ab 1944: Deutsches Reich, Freistaat Preußen, Provinz Nassau, Kreis Limburg
- ab 1945: Deutsches Reich, Amerikanische Besatzungszone,[Anm. 4] Groß-Hessen, Regierungsbezirk Wiesbaden, Kreis Limburg
- ab 1946: Deutsches Reich, Amerikanische Besatzungszone, Hessen, Regierungsbezirk Wiesbaden, Kreis Limburg
- ab 1949: Bundesrepublik Deutschland, Hessen, Regierungsbezirk Wiesbaden, Kreis Limburg
- ab 1968: Bundesrepublik Deutschland, Hessen, Regierungsbezirk Darmstadt, Kreis Limburg
- ab 1974: Bundesrepublik Deutschland, Hessen, Regierungsbezirk Darmstadt, Landkreis Limburg-Weilburg, Gemeinde Selters (Taunus)
- ab 1981: Bundesrepublik Deutschland, Hessen, Regierungsbezirk Gießen, Landkreis Limburg-Weilburg, Gemeinde Selters (Taunus)

## Bevölkerung

### Einwohnerstruktur 2011
Nach den Erhebungen des Zensus 2011 lebten am Stichtag, dem 9. Mai 2011, in Haintchen 897 Einwohner. Darunter waren 24 (2,7 %) Ausländer. Nach dem Lebensalter waren 162 Einwohner unter 18 Jahren, 372 zwischen 18 und 49, 201 zwischen 50 und 64 und 159 Einwohner waren älter. Die Einwohner lebten in 381 Haushalten. Davon waren 99 Singlehaushalte, 114 Paare ohne Kinder und 129 Paare mit Kindern, sowie 30 Alleinerziehende und 9 Wohngemeinschaften. In 78 Haushalten lebten ausschließlich Senioren und in 261 Haushaltungen lebten keine Senioren.

#### Einwohnerentwicklung
Einwohnerzahlen im 17. bis Mitte 18. Jahrhundert:
- in den Jahren 1610 etwa 240
- 1648 (nach Ende des Dreißigjährigen Kriegs) 16
- 1659 etwa 075 Einwohner
- 1665 etwa 085 Einwohner
- 1700 etwa 160 Einwohner
- 1755 etwa 250 Einwohner

Einwohnerzahlen ab Ende des 18. Jahrhunderts:
| Haintchen: Einwohnerzahlen von 1792 bis 2020 | Haintchen: Einwohnerzahlen von 1792 bis 2020 | Haintchen: Einwohnerzahlen von 1792 bis 2020 | Haintchen: Einwohnerzahlen von 1792 bis 2020 | Haintchen: Einwohnerzahlen von 1792 bis 2020 |
| --- | -------------------------------------------- | -------------------------------------------- | -------------------------------------------- | -------------------------------------------- |
| Jahr |                                              |                                              |                                              | Einwohner                                    |
| 1792 | 1792                                         |                                              | 312                                          | 312                                          |
| 1818 | 1818                                         |                                              | 460                                          | 460                                          |
| 1834 | 1834                                         |                                              | 594                                          | 594                                          |
| 1840 | 1840                                         |                                              | 629                                          | 629                                          |
| 1846 | 1846                                         |                                              | 664                                          | 664                                          |
| 1852 | 1852                                         |                                              | 677                                          | 677                                          |
| 1858 | 1858                                         |                                              | 632                                          | 632                                          |
| 1864 | 1864                                         |                                              | 691                                          | 691                                          |
| 1871 | 1871                                         |                                              | 639                                          | 639                                          |
| 1875 | 1875                                         |                                              | 663                                          | 663                                          |
| 1885 | 1885                                         |                                              | 643                                          | 643                                          |
| 1895 | 1895                                         |                                              | 640                                          | 640                                          |
| 1905 | 1905                                         |                                              | 596                                          | 596                                          |
| 1910 | 1910                                         |                                              | 567                                          | 567                                          |
| 1925 | 1925                                         |                                              | 526                                          | 526                                          |
| 1939 | 1939                                         |                                              | 532                                          | 532                                          |
| 1946 | 1946                                         |                                              | 810                                          | 810                                          |
| 1950 | 1950                                         |                                              | 722                                          | 722                                          |
| 1956 | 1956                                         |                                              | 653                                          | 653                                          |
| 1961 | 1961                                         |                                              | 689                                          | 689                                          |
| 1967 | 1967                                         |                                              | 716                                          | 716                                          |
| 1970 | 1970                                         |                                              | 747                                          | 747                                          |
| 1987 | 1987                                         |                                              | 875                                          | 875                                          |
| 1999 | 1999                                         |                                              | 969                                          | 969                                          |
| 2006 | 2006                                         |                                              | 982                                          | 982                                          |
| 2011 | 2011                                         |                                              | 897                                          | 897                                          |
| 2015 | 2015                                         |                                              | 885                                          | 885                                          |
| 2020 | 2020                                         |                                              | 889                                          | 889                                          |
| Datenquelle: Historisches Gemeindeverzeichnis für Hessen: Die Bevölkerung der Gemeinden 1834 bis 1967. Wiesbaden: Hessisches Statistisches Landesamt, 1968. Weitere Quellen: ; Gemeinde Selters (Taunus): (Internetarchiv); Zensus 2011 |                                              |                                              |                                              |                                              |

### Historische Religionszugehörigkeit
| • 1885: | 009 evangelische (= 1,40 %), 634 katholische (= 98,60 %) Einwohner |
| • 1961: | 40 evangelische (= 5,81 %) 643 katholische (= 93,32 %) Einwohner   |

## Wappen
| Wappen von Haintchen | Blasonierung: „In Silber der rote obere Teil eines Krummstabes mit dem roten oberen Teil eines Kreuzstabes schräg gekreuzt.“ |
| Wappen von Haintchen | Wappenbegründung: Das Ortswappen zeigt den Pfarr- und Ortspatron den Heiligen Bischof Sankt Nikolaus. Die Farben Silber und Rot sind die Farben des Kurfürstentum Trier, wo das Dorf seit dem 14. Jahrhundert zugehörig ist. Das Wappen mit Sankt Nikolaus wurde bereits im Mittelalter als Gerichtssiegel verwendet. |

## Kultur und Sehenswürdigkeiten

### Vereine
- Gesangverein „Sängerkranz“ 1886 Haintchen e. V.
- Turn- und Sportverein 1902 Haintchen e. V.
- Freiwillige Feuerwehr Haintchen e. V., gegr. 1932 (seit dem 14. November 1973 mit ihrer Jugendfeuerwehr)
- VdK Ortsgruppe Haintchen/Ts., gegr. 1951
- Schützenverein „Hubertus“ 1967 Haintchen e. V.
- Interessengemeinschaft Kindergarten 1976 Haintchen e. V.
- Verschönerungsgemeinschaft 1978 Haintchen e. V.
- Motorradverein „Taunuswölfe“ 1980 Haintchen e. V.
- Haintchener Backesverein e. V. (Heimatverein)
- Kirmesgesellschaft Haintchen e. V.[12]

### Kirchweihfest (Kerb)
Alljährlich findet am dritten Juliwochenende (das Wochenende nach dem 14. Juli) die traditionelle Haintchener Kerb statt. Die Veranstaltung, die seit dem Jahr 1988 als Zeltkerb gefeiert wird, macht Haintchen im Taunus und darüber hinaus bekannt. Am Freitagabend beginnt auf dem Festplatz das Kerbewochenende und endet traditionell am Montagabend mit dem Vergraben der Kirmes an der Kerbes, oberhalb des Dorfes.
Die Kerb wird von der Kirmesgesellschaft veranstaltet. Traditionen wie das Baumstellen am Samstagnachmittag mit dem davor durchgeführten Umzug der Kirmesveteranen der vergangenen Jahre der Zeltkerb zum Festplatz, der feierliche Festgottesdienst am Sonntagmorgen in der St.-Nikolaus-Kirche, das Verlosen des Vortanzes am Sonntagnachmittag und Abholen des Vortanzpaares am Sonntagabend mit der Verlosung und Tombola der wertvollen Kirmespreise, dem Veteranentreffen am Kerbemontag, sowie ein abwechslungsreiches Programm für alle Generationen, machen sie zu einer der letzten ihrer Art im Landkreis.

### Bauwerke

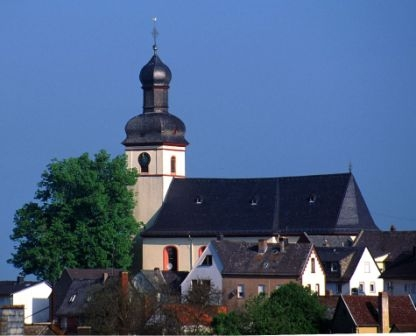
Pfarrkirche St. Nikolaus mit Sommerlinde

Für die denkmalgeschützten Kulturdenkmäler des Ortes siehe Liste der Kulturdenkmäler in Haintchen.

#### Barockkirche St. Nikolaus
Die in den Jahren von 1749 bis 1750 erbaute katholische Pfarrkirche, die unter dem Patrozinium von St. Nikolaus gestellt wurde, zählt zu den wenigen Gotteshäusern im weiteren Umkreis, deren komplette Ausstattung aus dem Barock, des 18. Jahrhunderts, sich erhalten hat. Es handelt sich um eine geostete Saalkirche mit einem schmäleren, dreiseitig geschlossenen Chor. Der Innenraum besitzt ein muldenförmiges Holztonnengewölbe mit acht gemalten Ovalmedaillons mit Stuckrahmen. Die klassizistische nüchterne Raumfassung stammt aus der Zeit um 1810. Fast vollständig erhalten ist die aufwendige Ausstattung der Barockzeit, diese stammt aus der Hadamarer Schule.
Der 36 m hohe Westturm, der von einer barocken Haube bekrönt ist, wirkt weit in die Talebene hinein. Die prächtige, seit 1934 vom damaligen Landrat des Kreises Limburg durch Naturschutz geschützte Sommerlinde, trägt dazu bei, den Anblick zu vervollständigen.

#### Schulhaus (ehem. Grundschule)

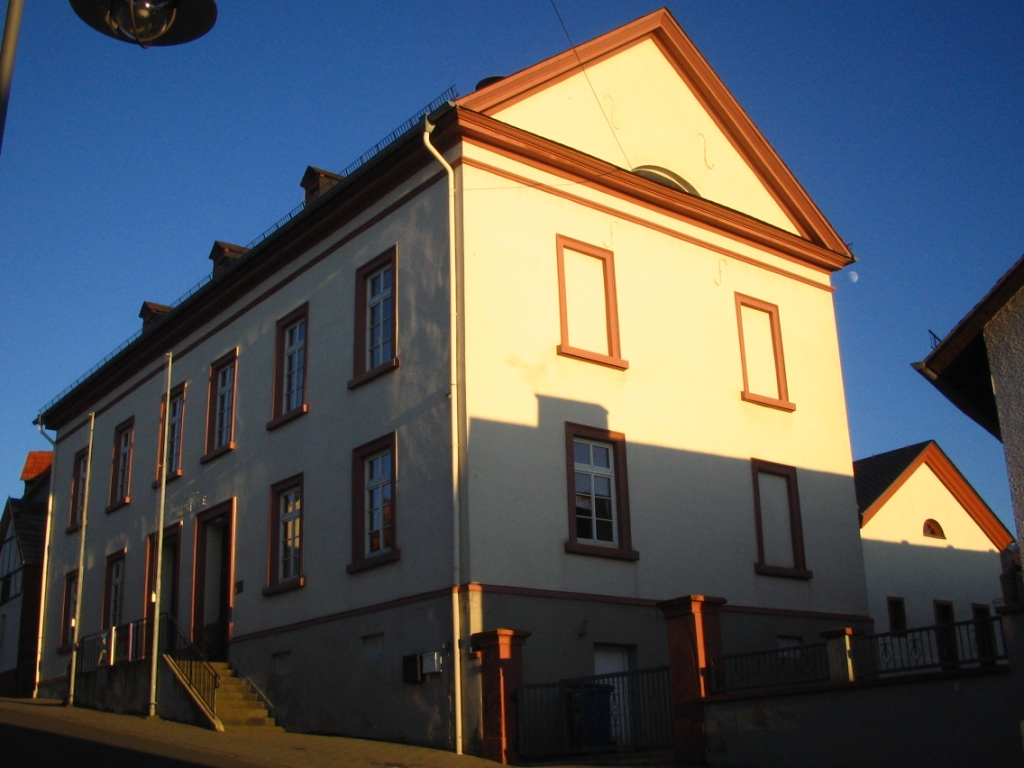
Klassizistisches Schulhaus

Das zwischen 1843 und 1844 erbaute Schulhaus im spätklassizistischen Baustil von stattlicher, durch die hohe Lage noch betonter Größe, ist eine weitere Sehenswürdigkeit des Dorfes. Symmetrisch zugeordnet befindet sich im Hof der ehemalige Schulstall (Ökonomiegebäude), das in den Jahren 2002/2003 als neuer Klassenraum umgebaut wurde.
Bis zum Schuljahresende 1967/1968 diente das Gebäude als Volksschule. Seit dem Schuljahr 1968/1969 wurde das Schulgebäude als Grundschule genutzt. Im August 2012 erfolgte auf Initiative des Schulleiters der Mittelpunktschule Niederselters die Beschulung der 1., 2. und 3. Klasse am Standort Niederselters. Lediglich die vierte Klasse wurde bis zu den Sommerferien des Schuljahres 2012/2013 noch in Haintchen unterrichtet. Im August 2013 erfolgte keine Beschulung mehr am Standort Haintchen.
Die Haintchener Grundschule war bis zu diesem Zeitpunkt eine der kleinsten Grundschulen des Landkreises Limburg-Weilburg.

#### Heiligenhäuschen und Bildstöcke

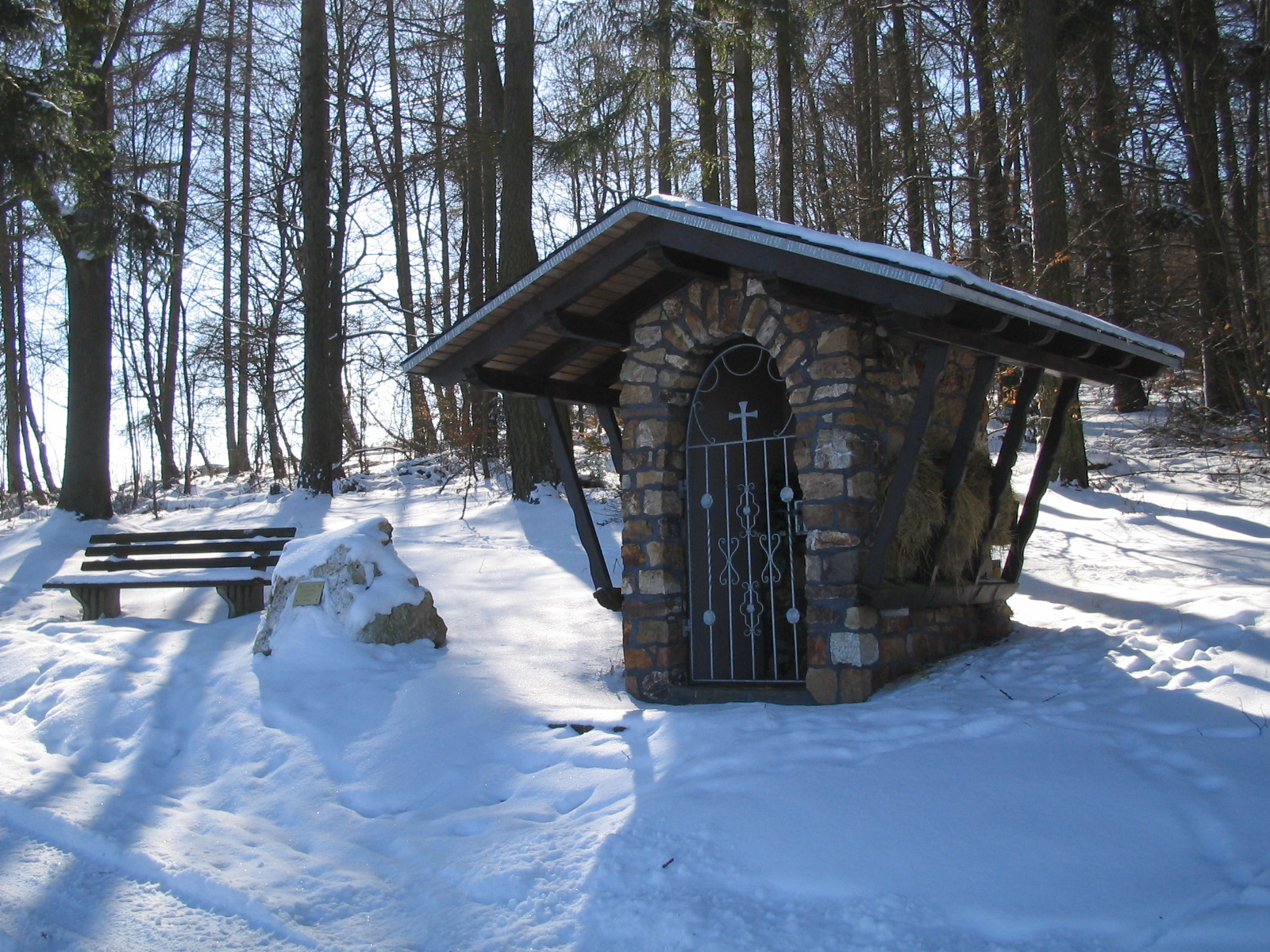
Hubertuskapelle, erbaut 1992

Erwähnenswert sind noch mehrere Heiligenhäuschen und Bildstöcke, die im Dorf und in der Gemarkung zu finden sind. Diese wurden größtenteils im 18. Jahrhundert erbaut. Heiligenhäuschen sind meistens an Wegen an den Dorfrändern errichtet, an denen man in früherer Zeit weite Strecken per Fuß zurücklegte, um in die umliegenden Ortschaften zu gelangen. Dort betete man um einen sicheren Hin- und Rückweg.
Das jüngste Heiligenhäuschen ist St. Hubertus geweiht und wurde vom Schützenverein „Hubertus“ Haintchen im Jahr 1992 errichtet. Neben dem Heiligenhäuschen wurde im November 2008 ein zwei Meter hohes Hubertuskreuz aus Eichenholz aufgestellt.
Es ist auffallend, wie viele Heiligenhäuschen und Bildstöcke im Vergleich zu anderen Ortschaften in Haintchen bestehen, die von bestimmten Familien über Generationen erhalten und bei verschiedenen Anlässen geschmückt werden.

#### Brunnen

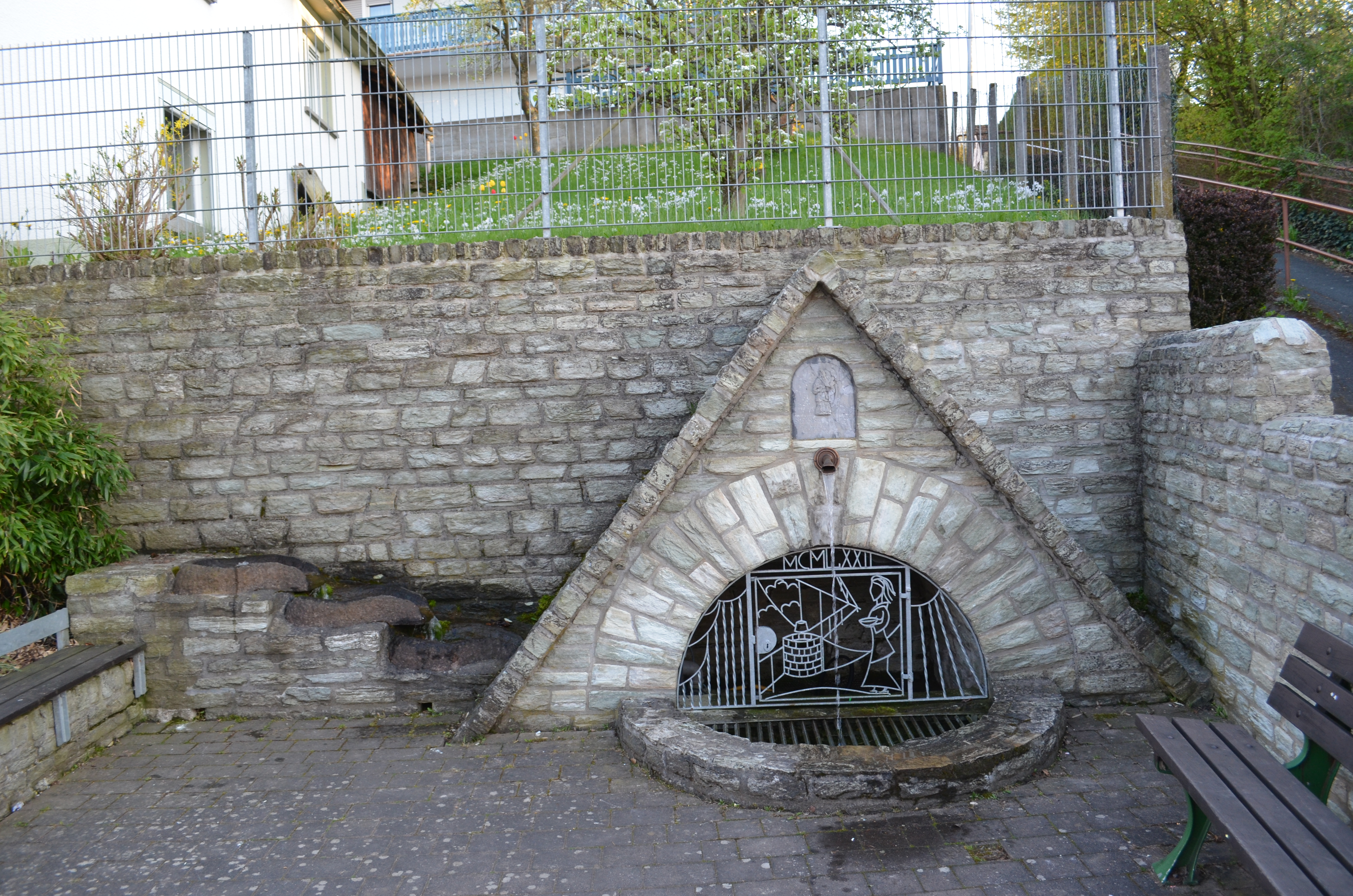
Johannisbrunnen

Der althistorische Johannisbrunnen im Unterdorf, am Freien Platz gelegen, ist Johannes von Nepomuk geweiht und trägt dessen Bildnis mit der Umschrift auf der Relieftafel: „ST. JOHANNES NEPOMUCENUS – ICH HABE DEIN GEHEIMNIS BEY MIR BEHALTEN. – ANNO 1764“. Der Brunnen steht unter Denkmalschutz. Man vermutet, dass der Johannisbrunnen eng mit den Anfängen der Siedlungsgeschichte von Haintchen in Verbindung steht. Der Brunnen wurde 1972 saniert, wird seit dieser Zeit als Zierbrunnen genutzt und führt kein Wasser mehr. Am Johannistag wird dort seit 1975 das Bornfest gefeiert.
Der Ecker-Born ist ein weiterer Brunnen im Unterdorf, am Camberger Weg. Er wurde 1978 instand gesetzt und führt durch eine Quelle Wasser. Dort wird seit der Instandsetzung am letzten Wochenende der Sommerferien das Ecker-Bornfest gefeiert.
Zwischen Kirche und Schule gab es bis in den Jahren 1845 und 1850 noch einen ganz in Felsen eingehauenen Brunnen, die damals einzige Wasserversorgung für das Oberdorf.

## Wirtschaft und Infrastruktur

### Öffentliche Einrichtungen
Seit dem Jahr 1932 sorgt die Freiwillige Feuerwehr Haintchen (ab 14. November 1973 mit Jugendfeuerwehr) für den abwehrenden Brandschutz und die allgemeine Hilfe in diesem Ort. Die kommunale Kindertagesstätte ist im Wolfenhäuser Weg.

### Freizeit- und Sporteinrichtungen
Auf dem Sportgelände befinden sich ein Fußballplatz und Tennisplätze. Das Freizeitgelände besteht aus einem Naturschwimmbad, Wassertretbecken, Grillhütte und Feuchtbiotopen.

## Ansichten Haintchen und Umgebung

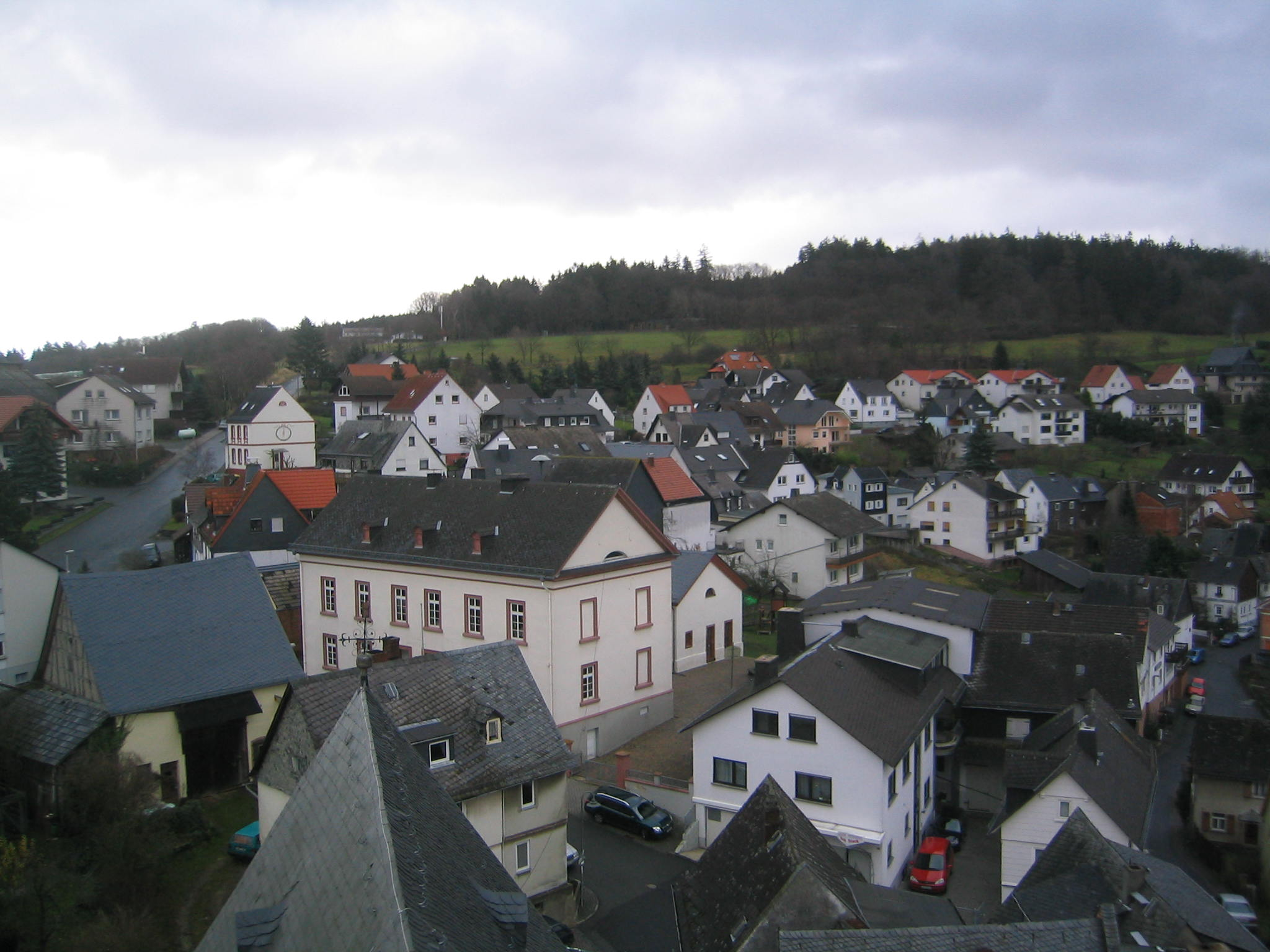
Aussicht in Richtung Sportgelände, vorne das Grundschulgebäude
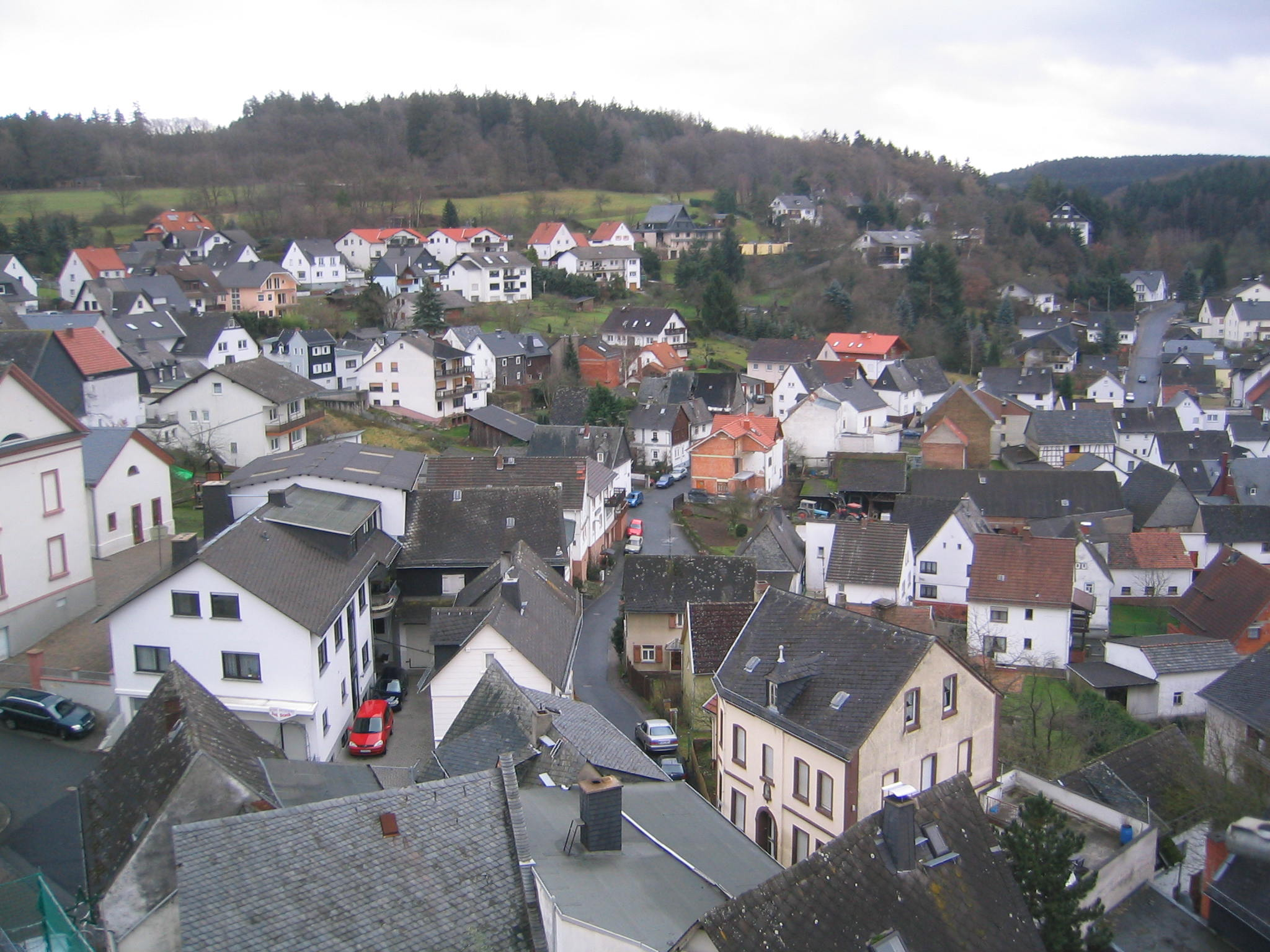
Aussicht auf den Liebfrauenberg
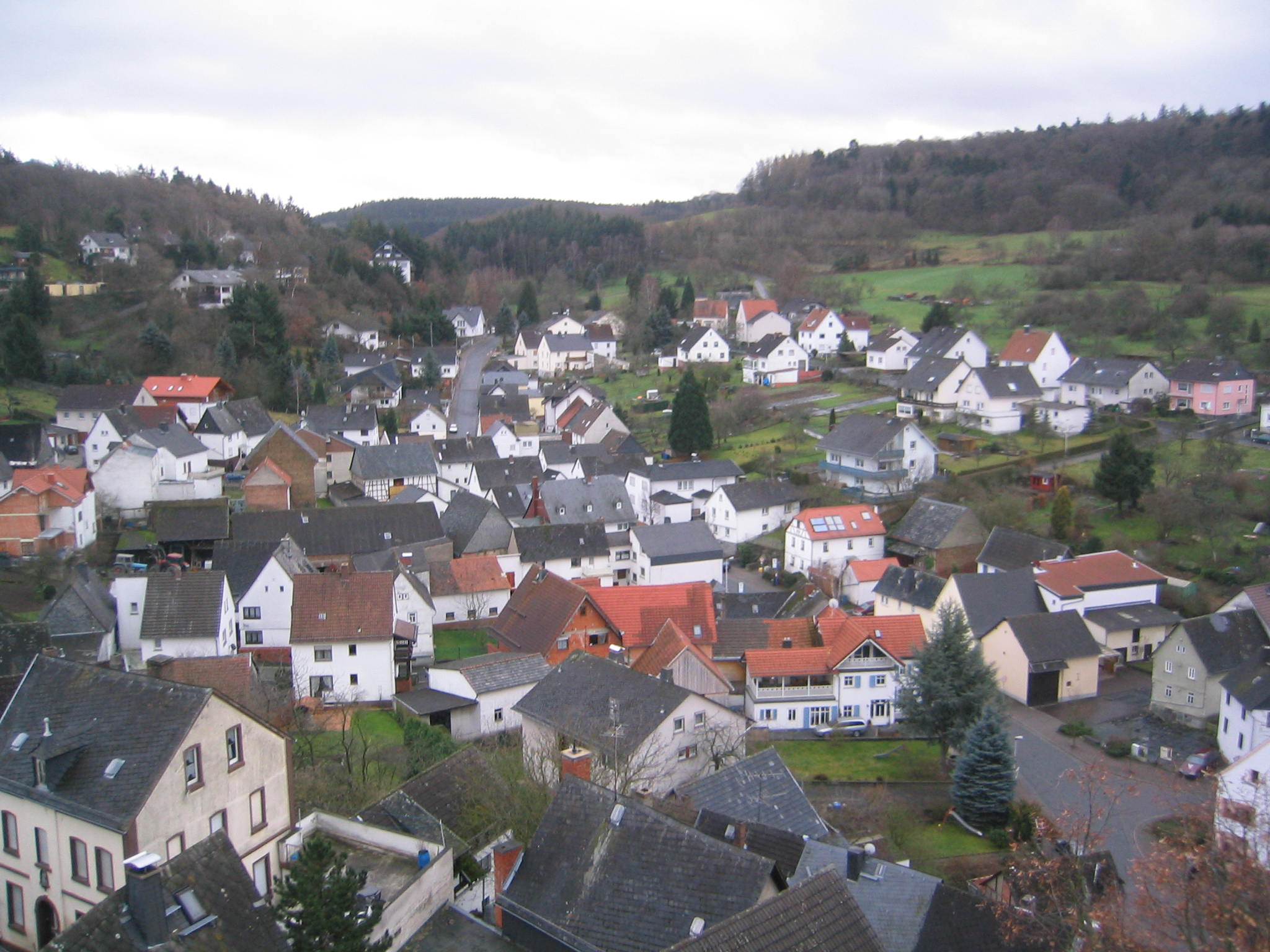
Aussicht in Richtung Liewersberg
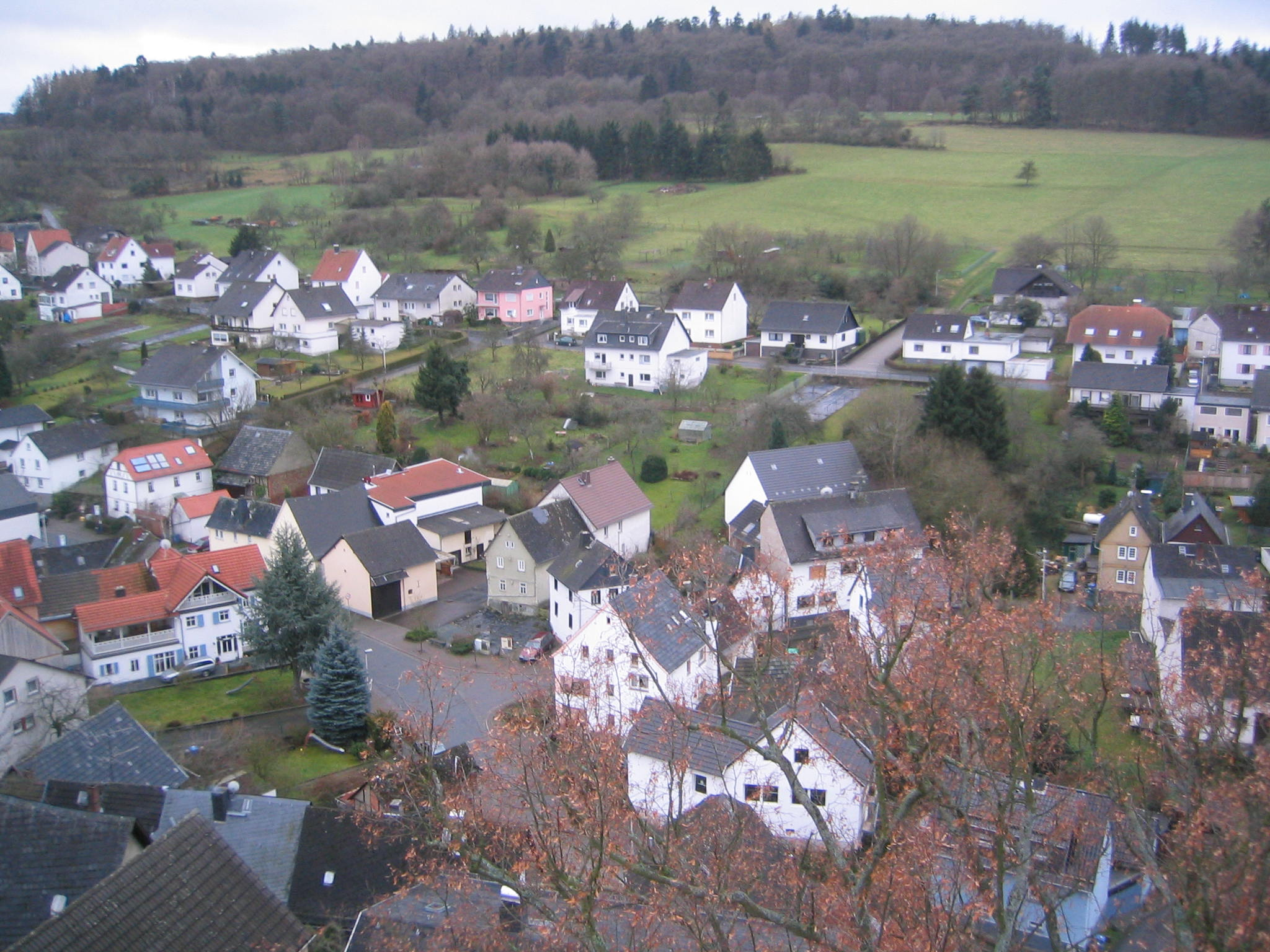
Aussicht auf den Koberg
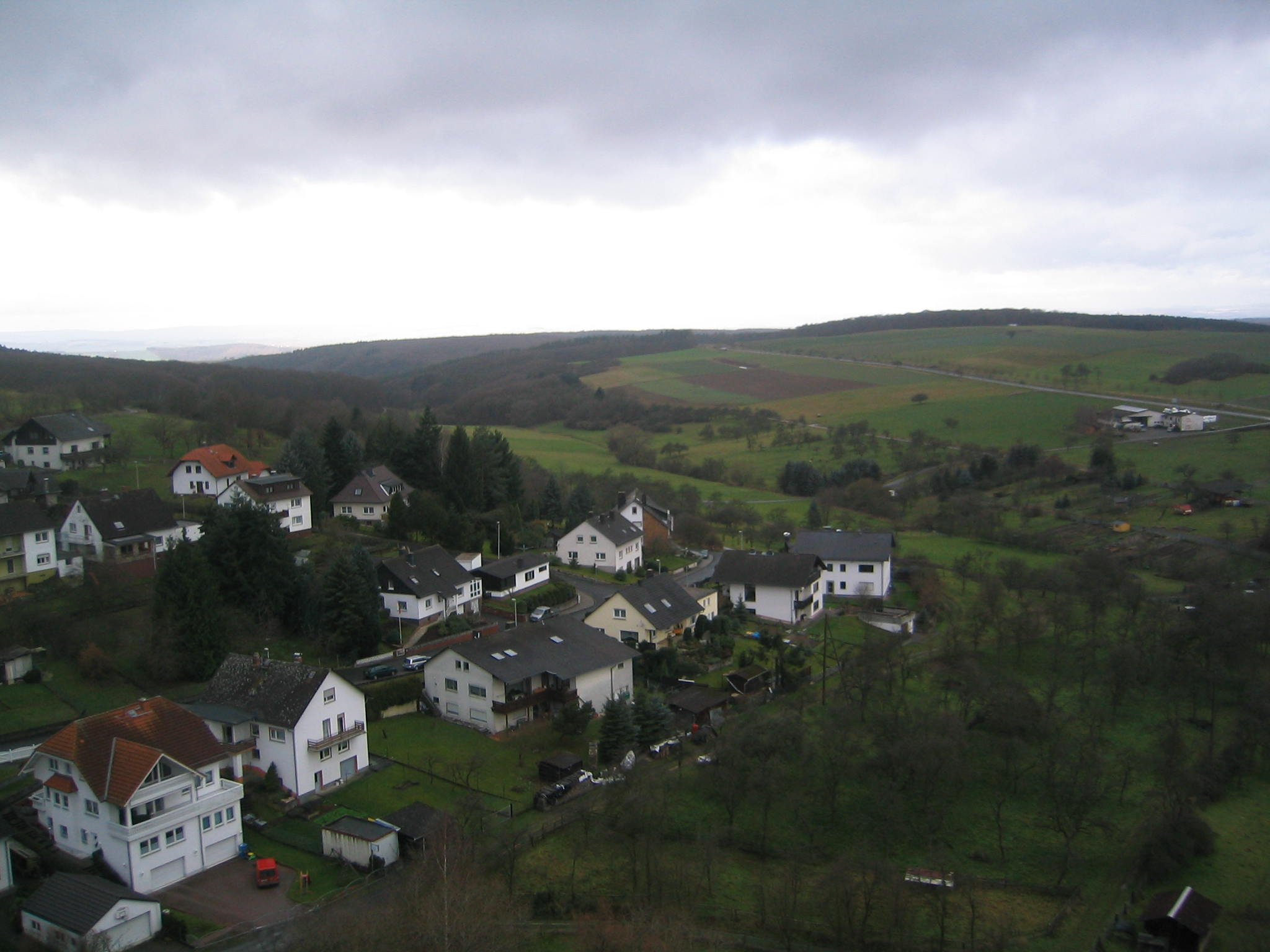
Aussicht in das Tal des Eisenbachs
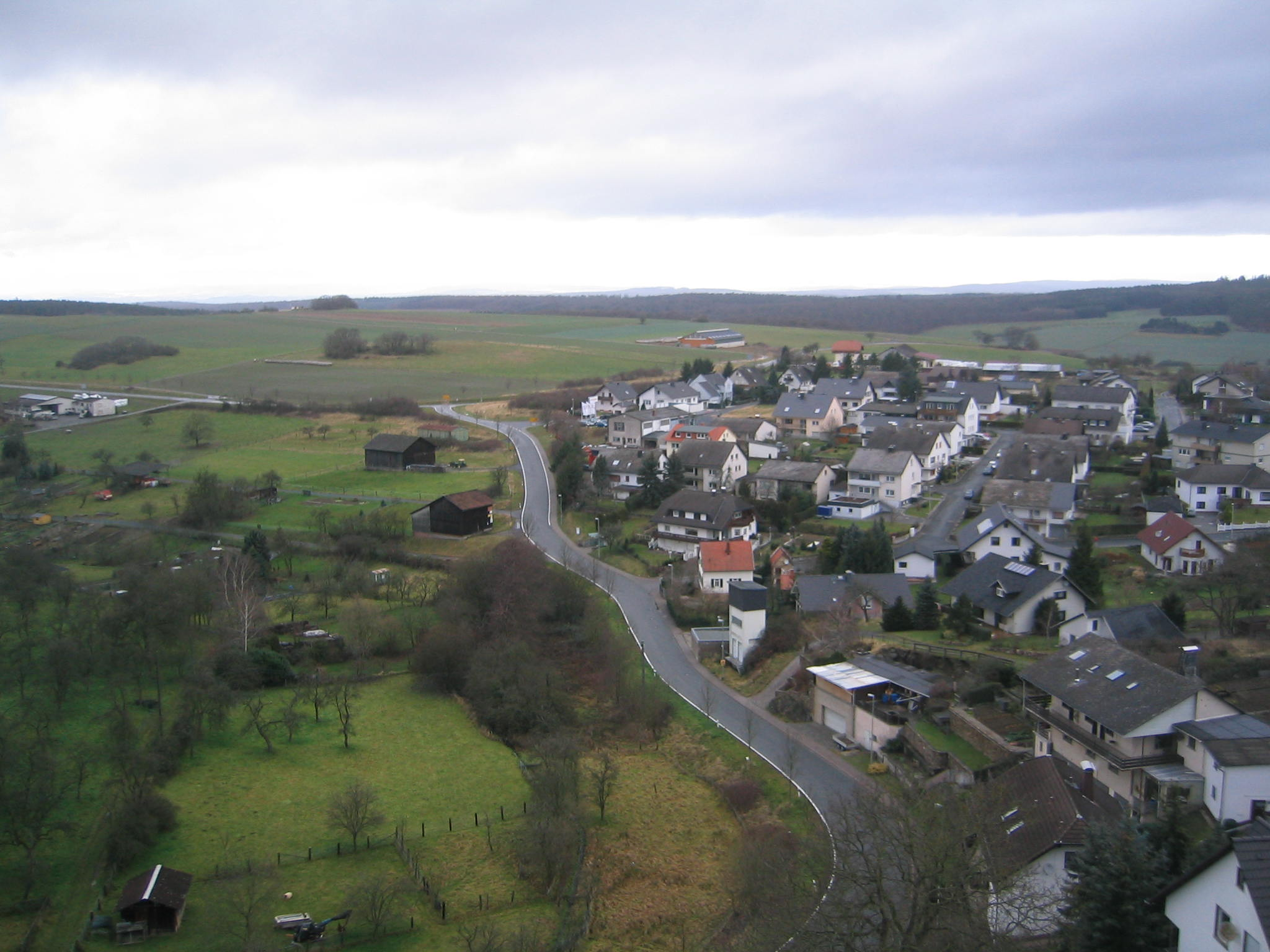
Aussicht auf die Wachhecke
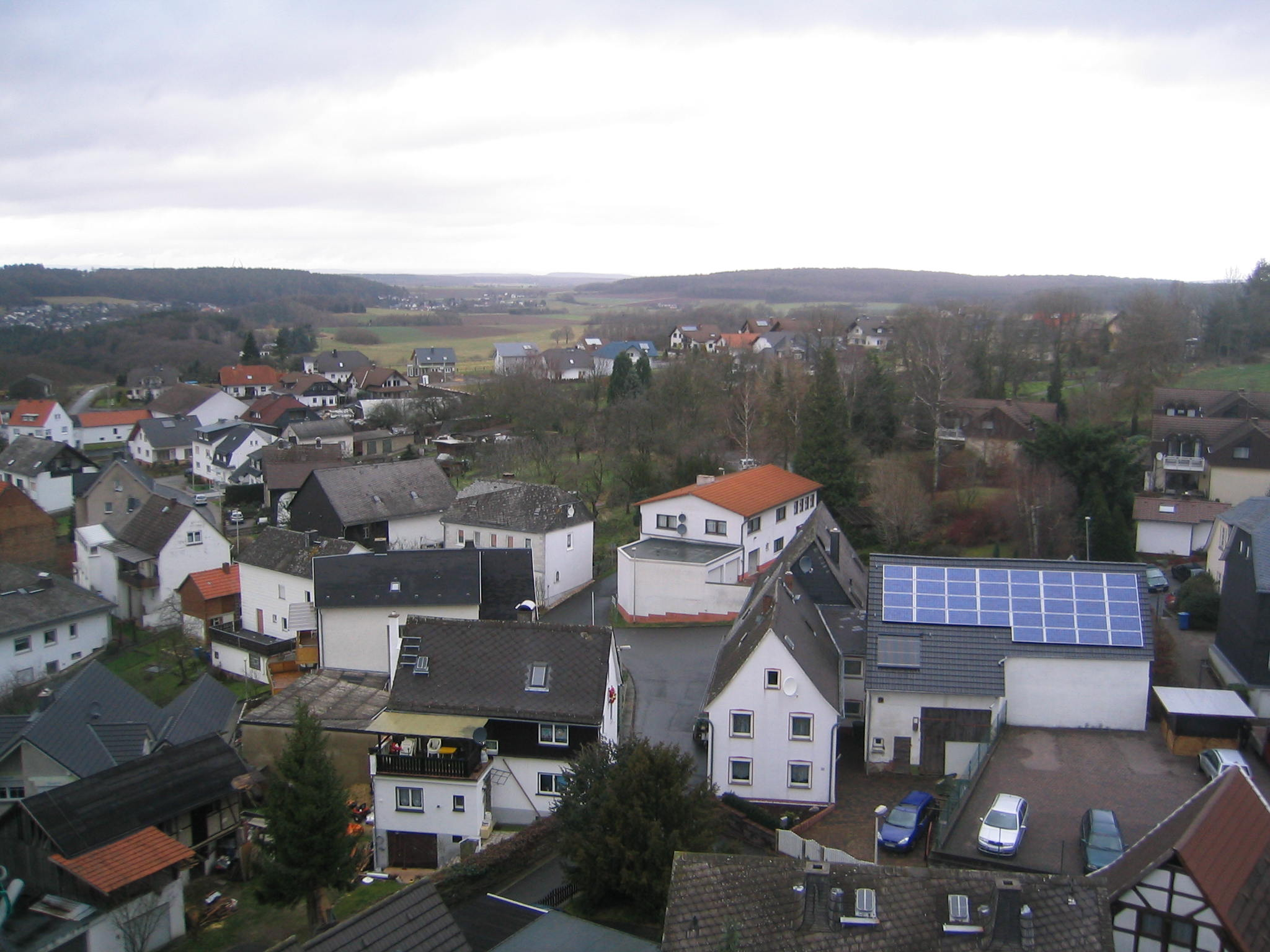
Aussicht in Richtung Wolfenhausen